# Roberto Silva (football, 1976)
Pour les articles homonymes, voir Roberto Silva (homonymie) et Pro.
Roberto Enrique Silva Pro, né le 1er juin 1976 à Lima au Pérou, est un footballeur péruvien qui jouait au poste d'attaquant.

## Biographie

### Carrière de joueur

#### En club
Roberto Silva est d'abord formé comme joueur de volley-ball, avant de changer d'orientation. Formé à l'Alianza Lima, il fait ses débuts en 1re division péruvienne en 1997 face au Deportivo Municipal. Avec l'Alianza, il remporte quatre championnats du Pérou en 1997, 2003, 2004 et 2006.
Un autre club important dans sa carrière est l'Universidad San Martín où il étoffe son palmarès de trois autres championnats supplémentaires (2007, 2008 et 2010). 
En dehors du Pérou, il a l'occasion de jouer en Allemagne au Werder Brême entre 2001 et 2002, en Argentine au CA Unión en 2002, au Mexique (San Luis FC en 2003 et Delfines de Coatzacoalcos en 2005), au Venezuela au Caracas FC, sous forme de prêt, en 2004 et en Équateur à l'Universidad Católica en 2008.
Il met fin à sa carrière en 2012 au Sport Boys de Callao.

#### En équipe nationale
International péruvien, Roberto Silva reçoit 11 sélections de 2001 à 2004. Il marque deux buts, le premier contre l'Équateur le 11 juin 2003 (match nul 2-2), le deuxième face au Guatemala, le 2 juillet 2003 (victoire 2-1).

### Après-carrière
Roberto Silva est actuellement président du syndicat des joueurs professionnels de football (SAFAP) au Pérou.

## Palmarès
| Alianza Lima - Championnat du Pérou (4) : - Champion : 1997, 2003, 2004 et 2006. |  | Universidad San Martín - Championnat du Pérou (3) : - Champion : 2007, 2008 et 2010. |